# Episodi di 24 (terza stagione)

Jack Bauer nel season finale

La terza stagione della serie televisiva 24 è stata trasmessa in prima visione negli Stati Uniti d'America da Fox dal 28 ottobre 2003 al 25 maggio 2004.
In Italia è stata trasmessa in prima visione satellitare da Fox dal 6 aprile al 22 giugno 2004, mentre in chiaro è stata trasmessa da Rete 4 dal 4 dicembre 2005 al 15 gennaio 2006.
Gli antagonisti principali sono: Michael Amador, i fratelli Salazar, Nina Myers e Stephen Saunders.
| nº | Titolo originale      | Titolo Italiano        | Prima TV USA     | Prima TV Italia |
| -- | --------------------- | ---------------------- | ---------------- | --------------- |
| 1  | 1:00 p.m.-2:00 p.m.   | Dalle 13:00 alle 14:00 | 28 ottobre 2003  | 6 aprile 2004   |
| 2  | 2:00 p.m.-3:00 p.m.   | Dalle 14:00 alle 15:00 | 4 novembre 2003  | 6 aprile 2004   |
| 3  | 3:00 p.m.-4:00 p.m.   | Dalle 15:00 alle 16:00 | 11 novembre 2003 | 13 aprile 2004  |
| 4  | 4:00 p.m.-5:00 p.m.   | Dalle 16:00 alle 17:00 | 18 novembre 2003 | 13 aprile 2004  |
| 5  | 5:00 p.m.-6:00 p.m.   | Dalle 17:00 alle 18:00 | 25 novembre 2003 | 20 aprile 2004  |
| 6  | 6:00 p.m.-7:00 p.m.   | Dalle 18:00 alle 19:00 | 2 dicembre 2003  | 20 aprile 2004  |
| 7  | 7:00 p.m.-8:00 p.m.   | Dalle 19:00 alle 20:00 | 9 dicembre 2003  | 27 aprile 2004  |
| 8  | 8:00 p.m.-9:00 p.m.   | Dalle 20:00 alle 21:00 | 16 dicembre 2003 | 27 aprile 2004  |
| 9  | 9:00 p.m.-10:00 p.m.  | Dalle 21:00 alle 22:00 | 6 gennaio 2004   | 4 maggio 2004   |
| 10 | 10:00 p.m.-11:00 p.m. | Dalle 22:00 alle 23:00 | 13 gennaio 2004  | 4 maggio 2004   |
| 11 | 11:00 p.m.-12:00 a.m. | Dalle 23:00 alle 24:00 | 27 gennaio 2004  | 11 maggio 2004  |
| 12 | 12:00 a.m.-1:00 a.m.  | Dalle 24:00 alle 1:00  | 3 febbraio 2004  | 11 maggio 2004  |
| 13 | 1:00 a.m.-2:00 a.m.   | Dalle 1:00 alle 2:00   | 10 febbraio 2004 | 18 maggio 2004  |
| 14 | 2:00 a.m.-3:00 a.m.   | Dalle 2:00 alle 3:00   | 17 febbraio 2004 | 18 maggio 2004  |
| 15 | 3:00 a.m.-4:00 a.m.   | Dalle 3:00 alle 4:00   | 24 febbraio 2004 | 25 maggio 2004  |
| 16 | 4:00 a.m.-5:00 a.m.   | Dalle 4:00 alle 5:00   | 30 marzo 2004    | 25 maggio 2004  |
| 17 | 5:00 a.m.-6:00 a.m.   | Dalle 5:00 alle 6:00   | 6 aprile 2004    | 1º giugno 2004  |
| 18 | 6:00 a.m.-7:00 a.m.   | Dalle 6:00 alle 7:00   | 13 aprile 2004   | 1º giugno 2004  |
| 19 | 7:00 a.m.-8:00 a.m.   | Dalle 7:00 alle 8:00   | 20 aprile 2004   | 8 giugno 2004   |
| 20 | 8:00 a.m.-9:00 a.m.   | Dalle 8:00 alle 9:00   | 27 aprile 2004   | 8 giugno 2004   |
| 21 | 9:00 a.m.-10:00 a.m.  | Dalle 9:00 alle 10:00  | 4 maggio 2004    | 15 giugno 2004  |
| 22 | 10:00 a.m.-11:00 a.m. | Dalle 10:00 alle 11:00 | 11 maggio 2004   | 15 giugno 2004  |
| 23 | 11:00 a.m.-12:00 p.m. | Dalle 11:00 alle 12:00 | 18 maggio 2004   | 22 giugno 2004  |
| 24 | 12:00 p.m.-1:00 p.m.  | Dalle 12:00 alle 13:00 | 25 maggio 2004   | 22 giugno 2004  |

## Dalle 13:00 alle 14:00
- Titolo originale: 1:00 p.m.-2:00 p.m.
- Scritto da: Joel Surnow e Michael Loceff
- Diretto da: Jon Cassar

## Dalle 14:00 alle 15:00
- Titolo originale: 2:00 p.m.-3:00 p.m.
- Scritto da: Joel Surnow e Michael Loceff
- Diretto da: Jon Cassar

## Dalle 15:00 alle 16:00
- Titolo originale: 3:00 p.m.-4:00 p.m.
- Scritto da: Howard Gordon
- Diretto da: Ian Toynton

## Dalle 16:00 alle 17:00
- Titolo originale: 4:00 p.m.-5:00 p.m.
- Scritto da: Stephen Kronish
- Diretto da: Ian Toynton

## Dalle 17:00 alle 18:00
- Titolo originale: 5:00 p.m.-6:00 p.m.
- Scritto da: Evan Katz
- Diretto da: Jon Cassar

## Dalle 18:00 alle 19:00
- Titolo originale: 6:00 p.m.-7:00 p.m.
- Scritto da: Duppy Demetrius
- Diretto da: Jon Cassar

## Dalle 19:00 alle 20:00
- Titolo originale: 7:00 p.m.-8:00 p.m.
- Scritto da: Robert Cochran e Howard Gordon
- Diretto da: Ian Toynton

## Dalle 20:00 alle 21:00
- Titolo originale: 8:00 p.m.-9:00 p.m.
- Scritto da: Robert Cochran e Howard Gordon
- Diretto da: Ian Toynton

## Dalle 21:00 alle 22:00
- Titolo originale: 9:00 p.m.-10:00 p.m.
- Scritto da: Robert Cochran e Howard Gordon (soggetto); Evan Katz e Stephen Kronish (sceneggiatura)
- Diretto da: Brad Turner

## Dalle 22:00 alle 23:00
- Titolo originale: 10:00 p.m.-11:00 p.m.
- Scritto da: Joel Surnow e Michael Loceff
- Diretto da: Brad Turner

## Dalle 23:00 alle 24:00
- Titolo originale: 11:00 p.m.-12:00 p.m.
- Scritto da: Joel Surnow e Michael Loceff
- Diretto da: Jon Cassar

## Dalle 24:00 alle 1:00
- Titolo originale: 12:00 a.m.-1:00 a.m.
- Scritto da: Evan Katz & Stephen Kronish (soggetto); Robert Cochran e Howard Gordon (sceneggiatura)
- Diretto da: Jon Cassar

## Dalle 1:00 alle 2:00
- Titolo originale: 1:00 a.m.-2:00 a.m.
- Scritto da: Robert Cochran e Stephen Kronish (soggetto); Joel Surnow e Michael Loceff (sceneggiatura)
- Diretto da: Bryan Spicer

## Dalle 2:00 alle 3:00
- Titolo originale: 2:00 a.m.-3:00 a.m.
- Scritto da: Howard Gordon & Evan Katz
- Diretto da: Bryan Spicer

## Dalle 3:00 alle 4:00
- Titolo originale: 3:00 a.m.-4:00 a.m.
- Scritto da: Michael Loceff (soggetto); Robert Cochran e Howard Gordon (sceneggiatura)
- Diretto da: Kevin Hooks

## Dalle 4:00 alle 5:00
- Titolo originale: 4:00 a.m.-5:00 a.m.
- Scritto da: Evan Katz & Stephen Kronish
- Diretto da: Kevin Hooks

## Dalle 5:00 alle 6:00
- Titolo originale: 5:00 a.m.-6:00 a.m.
- Scritto da: Robert Cochran e Stephen Kronish
- Diretto da: Ian Toynton

## Dalle 6:00 alle 7:00
- Titolo originale: 6:00 a.m.-7:00 a.m.
- Scritto da: Howard Gordon e Evan Katz
- Diretto da: Ian Toynton

## Dalle 7:00 alle 8:00
- Titolo originale: 7:00 a.m.-8:00 a.m.
- Scritto da: Michael Loceff
- Diretto da: Jon Cassar

## Dalle 8:00 alle 9:00
- Titolo originale: 8:00 a.m.-9:00 a.m.
- Scritto da: Virgil Williams
- Diretto da: Jon Cassar

## Dalle 9:00 alle 10:00
- Titolo originale: 9:00 a.m.-10:00 a.m.
- Scritto da: Joel Surnow e Michael Loceff
- Diretto da: Frederick King Keller

## Dalle 10:00 alle 11:00
- Titolo originale: 10:00 a.m.-11:00 a.m.
- Scritto da: Robert Cochran & Howard Gordon (soggetto); Evan Katz & Stephen Kronish (sceneggiatura)
- Diretto da: Frederick King Keller

## Dalle 11:00 alle 12:00
- Titolo originale: 11:00 a.m.-12:00 p.m.
- Scritto da: Evan Katz & Stephen Kronish (soggetto); Robert Cochran & Howard Gordon (sceneggiatura)
- Diretto da: Jon Cassar

## Dalle 12:00 alle 13:00
- Titolo originale: 12:00 p.m.-1:00 p.m.
- Scritto da: Joel Surnow e Michael Loceff
- Diretto da: Jon Cassar